# John Wastell
John Wastell (1460 – 1515) è stato un architetto britannico.
Wastell costruì alcuni tra le più importanti chiese durante il regno di re Enrico VII. Lo stile utilizzato era il tipico stile tardo gotico.
Eseguì lavori per l'abbazia di Bury St Edmunds, per la Cappella del King's College di Cambridge (1512-1575), dove fu 'master-mason' (capomastro), per l'attraversamento della grande torre centrale (Bell Harry Tower) della cattedrale di Canterbury e per la cattedrale di Manchester. Nella cattedrale di Peterborough (1500) gli vengono attribuite le volte.